# Lockin China
Lockin China是一个全球青年人才职业发展平台，涉及互联网、金融、汽车以及房地产等行业，于2015年成立。依据合作海外高校建立的人才数据库，为用户提供GTMD（世界人才图谱）服务。
Lockin China建立了GUCCU（全球高校职业发展联盟），2018年5月，获得五岳资本A轮投资。